# Étienne-Joseph-Bernard Delrieu
Pour les articles homonymes, voir Delrieu.
Étienne-Joseph-Bernard Delrieu, né à Rodez en 1761 et mort à Paris le 4 novembre 1836, est un auteur dramatique français.
Professeur de rhétorique à Versailles avant la Révolution, il est nommé sous l'Empire chef de bureau dans l'administration centrale des douanes. Il est l'auteur de plusieurs odes, dont une sur la naissance du roi de Rome, ainsi que de couplets en l'honneur de la Montagne, qui firent beaucoup de bruit en 1793, et surtout d'un nombre considérable de pièces de théâtre : tragédies, comédies, drames, opéras, mélodrames, dont quelques-unes furent appréciées en son temps.

## Théâtre
- Le Jaloux malgré lui, comédie en 1 acte en vers, Paris, Théâtre-Français, 3 avril 1793 Texte en ligne
- Les Deux Lettres, comédie en 2 actes, musique de Louis Emmanuel Jadin, Paris, Salle Favart, 4 août 1796
- Amélia, ou les Deux jumeaux espagnols, drame en 5 actes en prose, mêlé de pantomimes, danses, combats et musique, Paris, théâtre de la « Pantomime nationale » devenu Cité-Variétés , 26 messidor an VI (1797)
- Le Pont de Lodi, fait historique en un acte, musique de Méhul, Paris, Théâtre Feydeau, 15 décembre 1797
- Candos, ou Les Sauvages du Canada, opéra en trois acte et en vers, créé au Théâtre Feydeau le 2 janvier 1798, musique de Louis Emmanuel Jadin.
- Le Père supposé, ou les Époux dès le berceau, comédie en 3 actes en vers, Paris, Théâtre Louvois, 4 ventôse an X (1801)
- Les Ruses du mari, comédie en trois actes, Paris, Théâtre Louvois, 2 prairial an 10 (1801)
- Michel-Ange, opéra en 1 acte en prose, musique de Nicolas Isouard, Paris, Théâtre Feydeau, 11 décembre 1802 Texte en ligne
- Artaxerce, tragédie en 5 actes, Paris, Théâtre-Français, 30 avril 1808 Texte en ligne
- Démétrius, tragédie en 5 actes, Paris, Théâtre-Français, 31 octobre 1815 Texte en ligne
- La Jeune Veuve, comédie en 1 acte en vers, Paris, Salle Favart, 21 mai 1818
- Florestan, ou le Conseil des dix, opéra en 3 actes mêlé de ballets, Paris, Académie royale de musique, 26 juin 1822 Texte en ligne
- Léonie, tragédie en 5 actes, Paris, Théâtre-Français, 17 septembre 1836 Texte en ligne
- Apothéose de Marat et Lepelletier, scène lyrique, ode, hymne et couplets chantés et récités à la fête de la liberté, de l'égalité et de l'indivisibilité, s. d.

## Source
- Ferdinand-Camille Dreyfus (dir.), La Grande Encyclopédie, inventaire raisonné des sciences, des lettres et des arts, vol. XIV, Paris, Lamirault, 1885-1902, p. 12.